# Östergötlands runinskrifter 96
Runsten Ög 96 stod i Harstads socken, Mjölby kommun. 

## Historik
Runstenen stod enligt Bautil på Karlebys gärde i Göstrings härad. Sten flyttades senare och användes som en tröskel till lantbrukaren Syboms stuga i Karleby. När Erik Brate besökte stenen 1894, låg den på södra sidan av trädgården i Karleby och restes på samma ställe hösten 1894.
Runstenen av rödaktig granit var 2,96 meter hög och 1 meter bred. Runinskriftens bredd var 10–12 centimeter.

## Translitterering
þurstin : risþi [: s]tia : þaasi : eftiR : ymur : bruþu[r :] sua : sia

## Översättning
Torsten rese denna sten efter Ömund, sin broderson.